# Primeira Divisão 1980-1981
La Primeira Divisão 1980-1981 è stata la 43ª edizione della massima serie del campionato portoghese di calcio e si è conclusa con la vittoria del Benfica, al suo ventiquattresimo titolo.
Capocannoniere del torneo è stato Nené (Benfica) con 20 reti.

## Classifica finale
|    | Classifica           | Pt | G  | V  | N  | P  | GF | GS |
| -- | -------------------- | -- | -- | -- | -- | -- | -- | -- |
| 1  | Benfica              | 50 | 30 | 22 | 6  | 2  | 72 | 15 |
| 2  | Porto                | 48 | 30 | 21 | 6  | 3  | 53 | 18 |
| 3  | Sporting             | 37 | 30 | 14 | 9  | 7  | 48 | 28 |
| 4  | Boavista             | 36 | 30 | 14 | 8  | 8  | 36 | 25 |
| 5  | Vitória de Guimarães | 31 | 30 | 11 | 9  | 10 | 38 | 30 |
| 6  | Sporting Braga       | 30 | 30 | 10 | 10 | 10 | 34 | 39 |
| 7  | Vitória Setúbal      | 29 | 30 | 9  | 11 | 10 | 30 | 30 |
| 8  | Portimonense         | 28 | 30 | 11 | 6  | 13 | 34 | 37 |
| 9  | Espinho              | 27 | 30 | 9  | 9  | 12 | 26 | 35 |
| 10 | Penafiel             | 27 | 30 | 11 | 5  | 14 | 27 | 38 |
| 11 | Belenenses           | 26 | 30 | 8  | 10 | 12 | 24 | 39 |
| 12 | Amora                | 25 | 30 | 10 | 5  | 15 | 38 | 51 |
| 13 | Viseu                | 25 | 30 | 8  | 9  | 13 | 24 | 40 |
| 14 | Varzim               | 24 | 30 | 8  | 8  | 14 | 27 | 31 |
| 15 | Marítimo             | 23 | 30 | 7  | 9  | 14 | 33 | 46 |
| 16 | Académica de Coimbra | 14 | 30 | 4  | 6  | 20 | 16 | 58 |

### Verdetti
- Benfica campione di Portogallo 1980-1981.
- Benfica qualificato alla Coppa dei Campioni 1981-1982.
- Porto qualificato alla Coppa delle Coppe 1981-1982.
- Sporting Lisbona e  Boavista  qualificate alla Coppa UEFA 1981-1982.
- Varzim,  Marítimo e  Académica retrocesse.